# Ulrich Hübner (Maler)

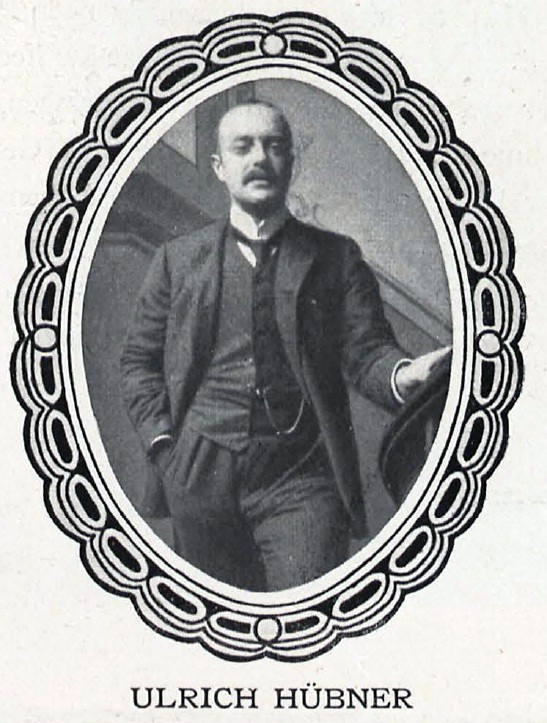
Ulrich Hübner, 1902

Ulrich Hübner (* 17. Juni 1872 in Berlin; † 29. April 1932 in Neubabelsberg) war ein deutscher Maler des Impressionismus.

## Leben
Hübner entstammte einer Familie von Künstlern und Wissenschaftlern. Sein Vater war der Altphilologe Emil Hübner, Sohn des Malers und Galeriedirektors Julius Hübner und dessen Frau Pauline, einer Schwester des Malers Eduard Bendemann. Seine akademische Ausbildung erhielt Hübner ab 1892 zunächst in Karlsruhe bei Robert Poetzelberger, Gustav Schönleber und Carlos Grethe. Anschließend kehrte er nach Berlin zurück und setzte sein Studium an der privaten Malschule Conrad Fehrs fort. 1899 wurde Hübner Mitglied der Berliner Secession und gehörte in den Jahren 1906 und 1907 deren Vorstand an. Bereits 1905 war er einer der ersten Preisträger der Villa Romana. Im gleichen Jahr war er Preisträger im Preisausschreiben um Reklameentwürfe für Gemeinschaftswerbung der Unternehmer Ludwig Stollwerck und Otto Henkell. Weitere Preisträger waren die Künstler Julius Diez, Eugen Kirchner, Friedrich Stahl, Albert Klingner, Ludwig Hohlwein, Fritz Klee, Bernhard Halbreiter, Elly Hirsch, Anton Kerschbaumer, Johann Baptist Maier, Georg v. Kürthy, Fritz Helmuth Ehmcke, Paul Leuteritz, Otto Kleinschmidt, Anton Hoffmann, Otto Ludwig Naegele, Peter Würth, Ernst Oppler, A. Altschul, Ant. Jos. Pepins und August Geigenberger.
Er malte in Berlin, im Havelland und in den Sommern in Hamburg, Lübeck, Warnemünde und Travemünde (dort hatte er zwischen 1909 und 1912 seinen Hauptwohnsitz), insbesondere auch viele Hafenbilder.
Einige seiner Werke befinden sich im Besitz des Behnhauses in Lübeck. Sein Bruder, Heinrich Hübner, war ebenfalls als Maler tätig. Beide waren Mitglieder im Deutschen Künstlerbund.

## Bilder Hübners

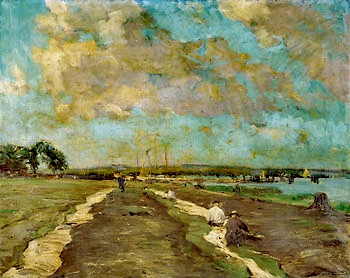
Netzflicker bei Travemünde (1905)
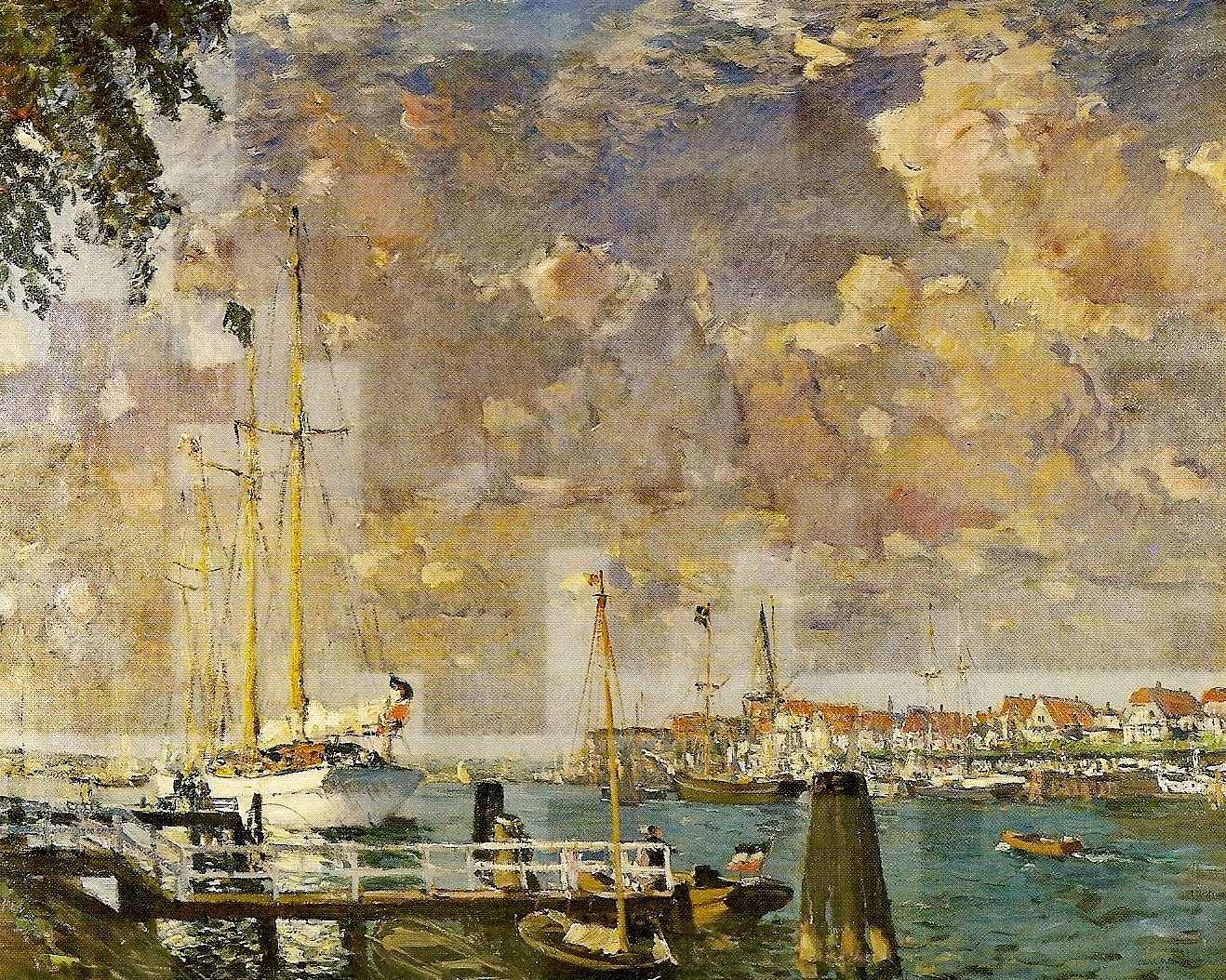
Meteor IV in Travemünde (1910)
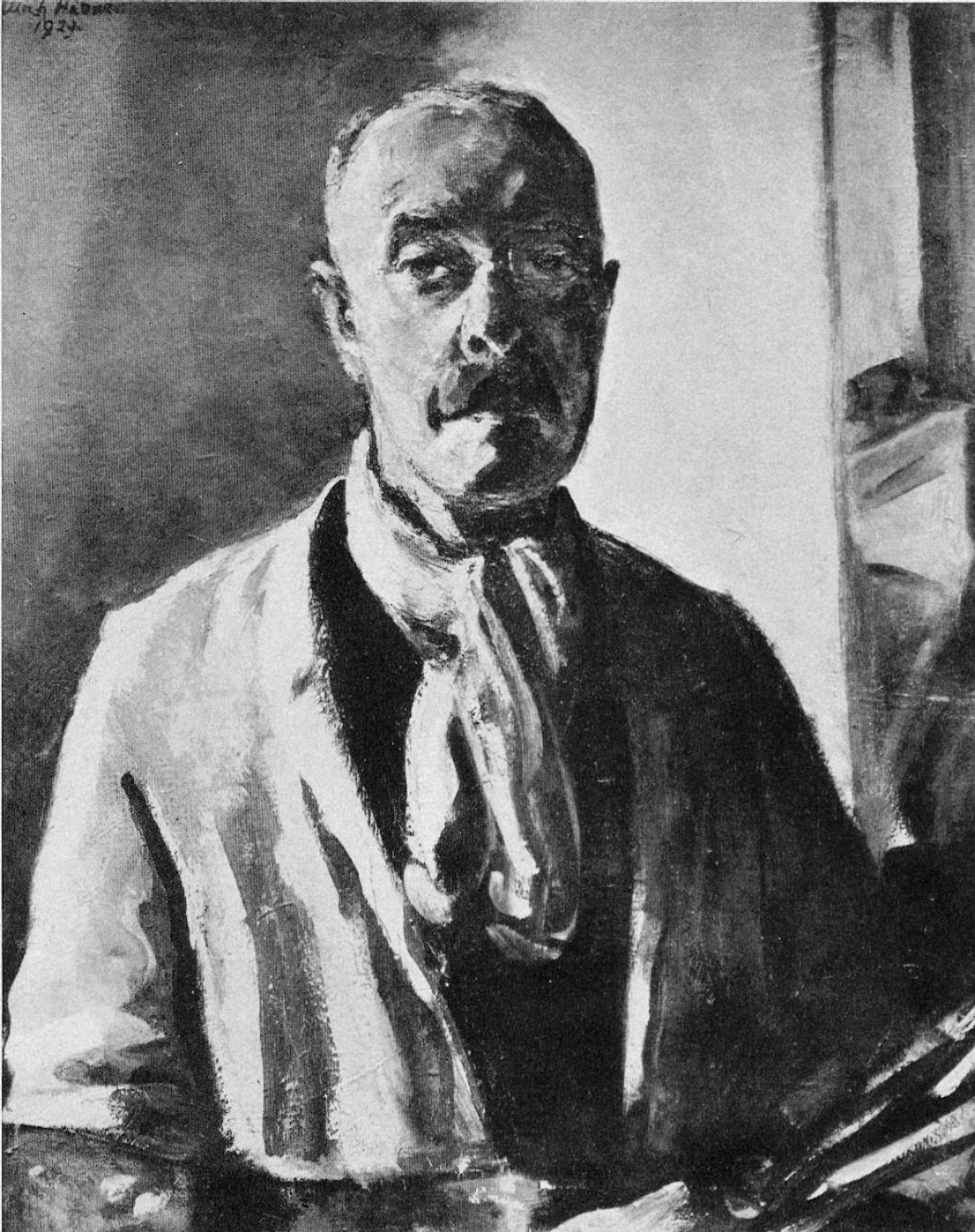
Selbstbildnis (1929)